# Салимова, Суад Низами кызы
Суад Низами кызы Салимова (азерб. Suad Nizami qızı Salimova; 19 марта 1993, Баку) — азербайджанский профессиональный боец по прозвищу «Железная девушка». Чемпион мира по К1, чемпион мира по версии WTKA, 4-кратный чемпион Азербайджана по кикбоксингу, 3-кратный чемпион республики по ушу-саньда.

## Биография
Суад Салимова по прозвищу Iron Girl родилась в 1993 году в городе Баку. Начала заниматься спортом с 16 лет ушу саньда, а в 23 года начала профессиональную карьеру. Дралась по ушу саньда, потом перешла на кикбоксинг. Провела 26 любительских боев по версии К1, и 10 профессиональных боев.
Позже продолжила карьеру и начала драться по мма(смешанные боевые искусства)
С 2017 года переехала жить в Нидерланды, тренировалась в зале Mike’s gym. Поменяв направление в спорте (после кикбоксинга перешла на мма) она сменила тренера и на данный момент тренируется в зале KO fighting fitness у тренера Rodney Van Der Vlught.

## Карьера
В 2014 году онa стала чемпионом соревнований К1 в Грузии. В 2015 году онa выиграла соревнования по ушу-саньда в Санкт-Петербурге. В 2015 году онa сталa чемпионом соревнований К1 в Иране. В 2015 году онa стала чемпионом мира на соревнованиях по версии WTKA, проводимых в Испании. В 2016 году она выиграла серебряную медаль на соревнованиях по версии WTKA в Румынии. Онa является победителем конкурса Muscle Show K1, проводимого в Дубае с 2017 года. В 2018 году она выиграла серебряную медаль на чемпионате Naga Championship по грепплингу в Амстердаме.